# 1999
1999 (MCMXCIX) je bilo navadno leto, ki se je po gregorijanskem koledarju začelo na petek.

## Dogodki

### Januar – junij
- 1. januar – uveden je evro.
- 25. januar – v potresu z močjo 6,1 po Richterjevi lestvici, ki prizadene zahod Kolumbije, umre več kot 1000 ljudi.
- 7. februar – Abdulah bin Al-Hussein postane kralj Jordanije po smrti svojega očeta Huseina.
- 11. februar – Pluton se na svoji ekscentrični tirnici pomakne dlje od Sonca kot Neptun (bližje Soncu bo spet leta 2231).
- 1. marec – v veljavo stopi leta 1997 podpisana Ottawska pogodba, konvencija o prepovedi protipehotnih min.
- 12. marec – Madžarska, Poljska in Češka postanejo članice zveze NATO.
- 16. marec – John Reinhard odkrije tri mumije otrok, ki so kasneje znane kot otroci iz Llullaillaca.
- 24. marec -
  - operacija Zavezniška sila: letala zveze NATO pričnejo z bombnimi napadi na Zvezno republiko Jugoslavijo zaradi vojne na Kosovu.
  - na tovornjaku v predoru pod Mont Blancom izbruhne požar, v katerem umre 39 ljudi, predor je po dogodku zaprt tri leta.
- 27. marec – srbske sile sestrelijo ameriško stealth letalo Lockheed F-117.
- 20. april – pokol na srednji šoli Columbine: dva najstnika pričneta streljati po učiteljih in sošolcih ter ubijeta 13 ljudi, nato pa še sebe.
- 7. maj – s porazom vladnih sil se konča državljanska vojna v Gvineji Bissau, predsednik João Bernardo Vieira je strmoglavljen in odide v izgnanstvo.
- 21. maj – Škocjanske jame so vpisane med mokrišča mednarodnega pomena (Ramsarsko mokrišče).
- 27. maj – na Mednarodno sodišče za vojne zločine na območju nekdanje Jugoslavije je vložena obtožnica proti Slobodanu Miloševiću za vojne zločine in zločine proti človeštvu med vojno v Bosni in Hercegovini.
- 28. maj – po 22 letih restavratorskega dela je ponovno na ogled postavljena da Vincijeva Zadnja večerja.
- 1. junij – z delovanjem prične Napster, revolucionarna nova storitev za deljenje datotek prek spleta.
- 9. junij – s podpisom sporazuma o prekinitvi vojaških aktivnosti se končata vojna na Kosovu in Natovo bombardiranje Srbije.
- 12. junij – enote KFOR pričnejo z mirovno misijo na Kosovu.

### Julij – december
- 11. julij – indijske sile ponovno vzpostavijo nadzor nad ozemlji v Kašmirju, ki so jih zasedle pakistanske paravojaške enote, konec dvomesečne Kargilske vojne.
- 20. julij – kitajske oblasti prepovejo gibanje Falun Gong.
- 23. julij – Mohamed VI. postane kralj Maroka po smrti svojega očeta Hasana II.
- 7. avgust – čečenski gverilci pod vodstvom Šamila Basajeva napadejo Dagestan in izzovejo kratkotrajno vojno.
- 11. avgust – popolni Sončev mrk je viden v Srednji Evropi, na Balkanu in v Južni Aziji.
- 17. avgust – potres z močjo 7,6 po momentni lestvici prizadene severozahod Turčije in zahteva več kot 17.000 žrtev.
- 30. avgust – volivci v Vzhodnem Timorju na referendumu podprejo osamosvojitev od Indonezije.
- 21. september – v t. i. potresu 921 z močjo 7,3 po Richterjevi lestvici, ki prizadene osrednji Tajvan, umre več kot 2400 ljudi.
- 12. oktober – 
  - generali pod vodstvom Perveza Mušarafa izvedejo državni udar in prevzamejo oblast v Pakistanu.
  - število ljudi po oceni Organizacije združenih narodov doseže 6 milijard.
- 19. november – Ljudska republika Kitajska izstreli prvo plovilo vesoljskega programa Šenžou.
- 30. november – z združitvijo podjetij Exxon in Mobil nastane ExxonMobil, ena največjih korporacij na svetu.
- 3. december – NASA izgubi stik s plovilom Mars Polar Lander tik preden bi moralo vstopiti v Marsovo atmosfero.
- 20. december – Ljudska republika Kitajska prevzame suverenost nad Macaom po 422 letih portugalske oblasti.
- 31. december – 
  - Boris Jelcin nepričakovano odstopi s položaja predsednika Ruske federacije in ga prepusti vršilcu dolžnosti Vladimirju Putinu.
  - Združene države Amerike prepustijo nadzor nad Panamskim prekopom Panami.

## Rojstva
- 21. februar – Anej Piletič, slovenski glasbenik
- 27. februar – Luka Dončić, slovenski košarkar
- 2. marec – Aljaž Osterc, slovenski smučarski skakalec
- 12. marec – Janja Garnbret, slovenska športna plezalka
- 22. marec – Mick Schumacher, nemški dirkač Formule 2
- 4. junij – Domen Prevc, slovenski smučarski skakalec
- 12. julij – Vid Vrhovnik, slovenski nordijski kombinatorec
- 5. avgust – Lovro Paparić, hrvaški vaterpolist
- 25. september – Lenart Žavbi, slovenski politik in politolog
- 10. december – Reiss Nelson, angleški nogometaš

## Smrti
- 5. februar – Vasilij Leontijev, rusko-ameriški ekonomist, nobelovec (* 1906)
- 7. februar – Husein, jordanski kralj (* 1935)
- 15. februar – Henry Way Kendall, ameriški fizik, nobelovec (* 1926)
- 19. februar – Georg Meier, nemški motociklistični in avtomobilistični dirkač (* 1910)
- 21. februar – Gertrude B. Elion, ameriška biokemičarka in farmakologinja, nobelovka (* 1918)
- 25. februar – Glenn T. Seaborg, ameriški kemik, nobelovec (* 1912)
- 3. marec – Gerhard Herzberg, nemški kemik, nobelovec (* 1904)
- 5. marec – Richard Kiley, ameriški igralec in pevec (* 1922)
- 6. marec – Branka Jurca, slovenska pisateljica (* 1914)
- 7. marec – Stanley Kubrick, ameriški filmski režiser (* 1928)
- 8. marec – Joe DiMaggio, ameriški bejzbolist (* 1914)
- 18. april – Gian-Carlo Rota, ameriški matematik, filozof (* 1932)
- 28. april – Arthur Leonard Schawlow, ameriški fizik, nobelovec (* 1921)
- 9. maj – Ivan Morton Niven, kanadsko-ameriški matematik (* 1915)
- 9. maj – Božidar Kantušer, slovenski skladatelj, (* 1921)
- 10. maj – Shel Silverstein, ameriški pisatelj (* 1932)
- 18. maj – Augustus Pablo, jamajški glasbenik (* 1954)
- 21. maj – Fulvio Tomizza, italijanski pisatelj (* 1935)
- 27. junij – Georgios Papadopoulos, grški častnik in politik (* 1919)
- 2. julij – Mario Puzo, ameriški pisatelj (* 1920)
- 23. julij – Hasan II., maroški kralj (* 1929)
- 27. julij – Aleksander Danilovič Aleksandrov, ruski matematik (* 1912)
- 28. julij – Trygve Haavelmo, norveški ekonomist, nobelovec (* 1911)
- 30. september – Dimitrij Sergejevič Lihačov, ruski jezikoslovec, filolog in pisatelj (* 1906)
- 10. oktober – Nakamura Hadžime, japonski budistični filozof, indolog in prevajalec (* 1911)
- 12. oktober – Wilt Chamberlain, ameriški košarkar (* 1936)
- 17. oktober – Nicholas Metropolis, grško-ameriški fizik, matematik in računalnikar (* 1915)
- 8. november – Leon Štukelj, slovenski telovadec, olimpionik (* 1898)
- 16. november – Daniel Nathans, ameriški mikrobiolog, nobelovec (* 1928)
- 10. december – Franjo Tuđman, hrvaški politik (* 1922)
- 13. december – Stane Dolanc, slovenski politik (* 1925)
- 24. december – João Figueiredo, brazilski častnik in politik (* 1928)

## Nobelove nagrade
- Fizika – Gerardus 't Hooft, Martinus Justinus Godefriedus Veltman
- Kemija – Ahmed H. Zewail
- Fiziologija ali medicina – Günter Blobel
- Književnost – Günter Grass
- Mir – Médecins Sans Frontières
- Ekonomija – Robert Mundell